# Зеленче (Тернопольская область)
Зеленче (укр. Зеленче, пол. Zieleńcze) — село в Теребовлянской городской общине Тернопольского района Тернопольской области Украины.
До 2020 года входило в Теребовлянский район.
Население по переписи 2001 года составляло 431 человек. Занимает площадь 0,049 км². Почтовый индекс — 48108. Телефонный код — 3551.